# Frankie i Hazel
Frankie i Hazel (ang. Frankie & Hazel) – film familijny produkcji USA z 2007 roku w reżyserii aktorki JoBeth Williams.

## Opis fabuły
Frankie i Hazel są dwunastoletnimi dziewczynkami mającymi ambitne cele w życiu. Frankie chce zostać primabaleriną, a Hazel postanawia, że będzie startować w wyborach na burmistrza! Burmistrzem podupadłego miasteczka Percaucus jest od 28 lat pewien człowiek, który bezczynnie się przygląda, jak wszystko powoli popada w ruinę. Dlatego decyzja Hazel nieoczekiwanie wzbudza duże zainteresowanie. Frankie próbuje podążać śladem swojej nieżyjącej matki, ale sytuacja ulega nagłej zmianie, gdy otrzymuje pozwolenie na grę wraz z chłopcami w szkolnej lidze baseballa. W tej historii o przyjaźni i trudnych wyborach młodości dwie dziewczynki muszą odnaleźć swoje prawdziwe przeznaczenie.

## Obsada
- Jillian Fargey – Millicent
- Neil Denis – Abdul
- Ingrid Uribe – Hazel
- Patti Allan – Pani Ferrar
- Addison Ridge – Daniel
- Mike Kopsa – Coach Anhault
- Tarik Batal – Rajiv
- Richard de Klerk – Carmine
- Larry Musser – Major Harrison
- Stellina Rusich – Cynthia
- Joan Plowright – Phoebe
- Lachlan Murdoch – Mark
- Richard Yniguez – Antonio
- Anthony Marquez – Carlos
- Mischa Barton – Francesca 'Frankie' Humphries

i inni